# Ostrea edulis
Ostrea edulis Linnaeus, 1758, conosciuta colo nome comune di ostrica, o  ostrica piatta, o anche come ostrica piatta europea (Regolamento di Esecuzione (UE) 2018/1882 della Commissione del 3 dicembre 2018 - G.U. dell'Unione europea del 04-12-2018 - L 308/21), è una specie di mollusco bivalve della famiglia Ostreidae.

## Etimologia
Ostrea deriva dal greco òstreon che vuol dire "ostrica" mentre edulis deriva dal latino e significa "commestibile".

## Descrizione
Conchiglia rotondeggiante, irregolare, con superficie rugosa, ricoperta di lamelle ondulate, inequivalve, ha la valva destra è piatta e squamosa, mentre la valva sinistra, con la quale il mollusco è attaccato alla roccia, è invece concava. Le dimensioni sono 7-12 centimetri di diametro e oltre.
La specie non va confusa con Crassostrea gigas, l'ostrica concava, che, come dice il nome comune, ha le valve concave e allungate. Questa specie, nativa del Pacifico, negli ultimi anniha soppiantato la produzione di Ostrea edulis ed è divenuta la specie che più presente in commercio, in quanto allevata in gran parte della Francia. Crassostrea gigas occupa da sola il 75% della produzione europea.
Nel Mediterraneo vivono numerose varianti locali come l'Ostrea tarantina, l'Ostrea adriatica, l'Ostrea tyrrena.

## Biologia
Sono ermafroditi proterandrici. Di solito cambiano sesso due volte nel corso dell'anno.
Le uova vengono mantenute nella cavità palleale dalla femmina, dove avviene la fecondazione. Gli zigoti e le larve vengono trattenuti per 8-10 giorni all'interno della cavità palleale, dopodiché vengono liberate nella colonna d'acqua allo stadio di veliger.
I veliger di Ostrea edulis attraverseranno una fase pelagica di 8-10 giorni prima di fissarsi a un substrato.

## Distribuzione e habitat
L'ostrica vive attaccata sugli scogli litorali, da pochi metri fino a circa 50 di profondità, dai quali viene staccata durante tutti i mesi dell'anno, soprattutto in primavera e in estate.
L'ostrica è comune ma in forte regressione nel Mar Mediterraneo, Oceano Atlantico e Mare del Nord.
Viene allevata (ostricoltura) in specifiche località, come a Taranto, nel Lago Fusaro, a La Spezia, a Rovigno e in Francia, lungo la costa della Normandia e della Bretagna e in Corsica, nello stagno di Diana.

## Proprietà organolettiche
A fronte di un bassissimo contenuto di grassi (circa 2%), O. edulis, offre una quota importante di proteine nobili e tutte e quattro le vitamine fondamentali (A, B, C, D). È inoltre una buona fonte di fosforo, calcio e magnesio, ma è l'abbondanza di zinco e ferro a rendere questo mollusco particolarmente interessante nel contrasto dell'anemia. 

Esistono poi credenze leggendarie circa le proprietà afrodisiache possedute dal frutto di mare, già conosciute nell'antichità, al punto che gli antichi Greci sostenevano che Afrodite (la dea dell'Amore) fosse nata all'interno delle valve di un'ostrica.

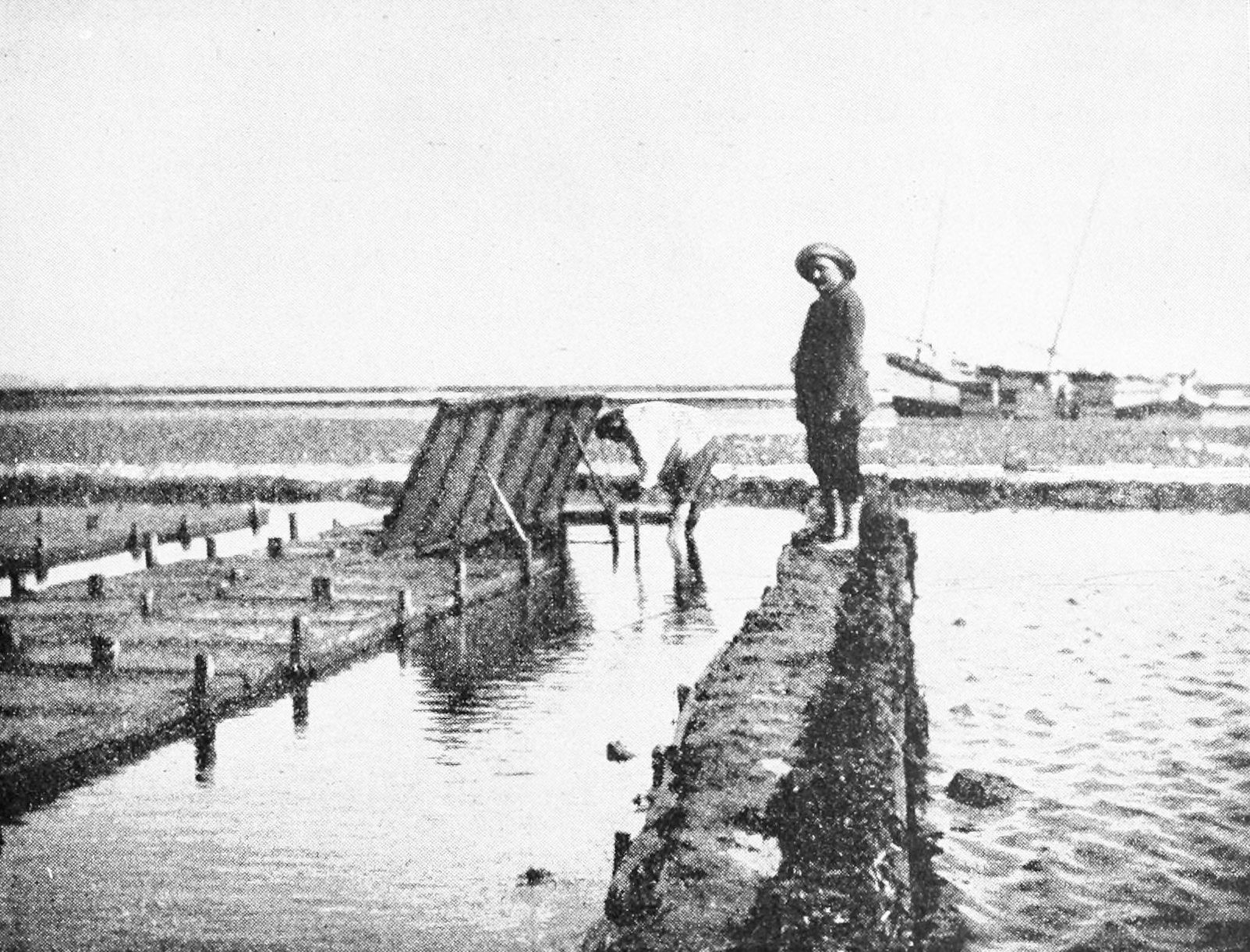
Allevamento di ostriche ad Arcachon

## Valore economico
Molto apprezzate per via delle carni gustose, sono di solito consumate crude.
L'allevamento delle ostriche è detta "ostricoltura" ed è una pratica redditizia sviluppata in buona parte del Mar Mediterraneo. Tra i primi ad avviare sistematicamente impianti di allevamento ci furono i Romani, i quali, tra l'altro, iniziarono a importare ostriche del Nord Europa, in particolare dalla Manica e dalle coste della Britannia. La Francia è oggi tra i principali produttori mondiali di ostriche per uso alimentare.

## L'ostrica tarantina
Tra le 49 specie di ostriche esistenti nel Mar Mediterraneo, una menzione particolare merita l'ostrica tarantina, il cui nome scientifico è Ostrea Tarantina. L'allevamento delle ostriche tra il Mar Grande e il Mar Piccolo di Taranto è difatti una pratica secolare, che per il tipo di produzione e di impianto differisce dal restante panorama mediterraneo.
Nonostante l'ostricoltura sia giunta a Taranto relativamente tardi (attorno al IV secolo dopo Cristo), in breve tempo gli ostricoltori tarantini seppero sviluppare una sofisticata e ingegnosa tecnica ancor oggi utilizzata. Nei mesi di maggio e giugno si calano in Mar Grande a circa 30 metri di profondità delle fascine di lentisco, che vengono poi riprese dopo circa tre mesi. Su queste fascine si attaccano naturalmente delle piccole ostriche (dette in dialetto zippe) che, una volta tagliate dalle fascine di lentisco, vengono legate a delle corde vegetali (dette in dialetto zòche) e trasferite in Mar Piccolo, dove sono nuovamente immerse sott'acqua. Le centinaia di corde utili all'allevamento vengono fissate su pali di metallo (anticamente realizzati con legno di castagno della Valle d'Itria), che, per la loro moltitudine, creano ancora oggi i cosiddetti "giardini marini" di Taranto. 
Una volta raccolte, le ostriche sono di solito consumate fresche, ma esiste anche una variante culinaria, detta "alla tarantina", che prevede di ricoprire il frutto con pangrattato e prezzemolo, da passare poi al forno per la gratinatura, al fine di ottenere una doratura del mollusco. 
Per capire l'importanza economica di questo allevamento bisogna considerare che, negli anni '20 del XX secolo, nel solo Mar Piccolo di Taranto, si coltivavano annualmente tra 35 e 40 milioni di ostriche. Nello stesso periodo, il Governo Italiano inviò nella città pugliese alcuni studiosi e biologi marini col compito di valutare il potenziale produttivo del Mar Piccolo ai fini dell'ostricoltura. I risultati delle ricerche furono molto incoraggianti, in quanto si stimò una possibile produzione annuale di 70-80 milioni di ostriche. Tali numeri non furono tuttavia mai raggiunti e, anzi, si è assistito nel corso degli anni a un cospicuo ridimensionamento della produzione tarantina, anche a causa della sempre crescente competizione economica di altri paesi extra europei. In aggiunta, a partire dagli anni '60 del '900, la costruzione di idrovore necessarie allo stabilimento siderurgico Italsider (oggi Ilva), ha comportato una pesante alterazione del quantitativo delle popolazioni planctoniche nelle acque del Mar Piccolo, con conseguenti difficoltà degli ostricoltori nell'ottenere ostriche della giusta pezzatura ai fini commerciali.